# Dan Shanahan
Pour les articles homonymes, voir Shanahan.
Dan Shanahan, né le 4 janvier 1977 à Lismore, Comté de Waterford, est un hurleur irlandais. Il joue pour le club de Lismore GAA et est régulièrement sélectionné entre 1998 et 2010 dans l’équipe de son comté, Waterford GAA. Ces dernières années, Shanahan est considéré comme un des hurlers importants du pays. Il a été nommé hurler de l’année en 2007. Dan est le grand frère de Maurice Shanahan qui a lui aussi été sélectionné dans l’équipe du Comté de Waterford.

## Sa carrière de joueur

### Avec Lismore GAA
Dan Shanahan joue au hurling depuis son plus jeun âge dans le club de sa ville natale, le Lismore GAA. Avec son club il a remporté de nombreux titres de champion du Comté de Waterford, dans les catégories des moins de 14 ans, moins de 16 ans, juniors et moins de 21 ans. Shanahan a même remporté le championnat senior de Waterford en 1993 alors qu’il n’est âgé que de 16 ans. En 2009, Lismore s’est qualifié pour la finale du championnat du comté, mais le club est battu lors de la deuxième finale, la première s’étant terminée sur un match nul.

### Avec Waterford GAA
Au milieu des années 1990, Dan Shanahan joue dans les équipes junior et des moins de 21 ans de Waterford GAA, mais sans grand succès. Il joue pour la première fois en équipe senior en 1998. Cette année-là Waterford accroche le champion d’Irlande en titre, Clare GAA, en finale du championnat du Munster, avant de s’incliner lors du match à rejouer. L’équipe rencontre un peu plus tard Kilkenny GAA en demi-finale du championnat d'Irlande de hurling. Ils ne sont alors vaincus que par un tout petit point d’écart. Ces échecs illustrent la période de vaches maigres que traverse Waterford GAA depuis 1963. Mais tout commence à changer à partir de 2002 quand Justin McCarthy devient le nouvel entraineur de l’équipe senior.
Cette année-là, Waterford dispute de nouveau la finale du championnat du Munster. Shanahan n’est pas encore un titulaire à part entière dans l’équipe et n’a toujours pas de poste fixe dans la composition de l’équipe. Lors de la finale il est remplaçant et entre en cours de match pour participer à la victoire de Waterford sur les champions sortants, Tipperary GAA. C’est le tout premier titre de champion du Munster en catégorie senior pour Shanahan. Waterford est ensuite vaincu en demi-finale du championnat d’Irlande, une nouvelle fois par Clare GAA.
En 2003, Waterford se hisse encore une fois en finale du championnat du Munster. Shanahan, qui est une nouvelle fois remplaçant, ne participe pas à la défaite de son équipe contre Cork GAA. À partir de 2004, Shanahan devient enfin un titulaire à part entière dans l’équipe du comté. Il commence une saison qui sera parmi les meilleures pour lui. Lors du premier match de championnat du Munster, il marque trois buts, ce qui est un évènement assez rare en hurling. Il ajoute deux nouveaux buts à son compteur contre Tipperary puis un but décisif lors de la finale contre Cork. Il remporte ainsi son deuxième titre de champion du Munster. Cette victoire permet à Waterford de se qualifier directement pour les demi-finales du championnat d’Irlande. Shanahan et ses coéquipiers perdent alors contre Kilkenny GAA. Cette défaite n’empêche pas Dan Shanahan d’être choisi pour la première fois dans l’équipe All-Star du championnat.
Les années suivantes sont beaucoup plus difficiles pour Shanahan. En 2005, 2006 et 2007, Waterford est systématiquement battu dès les premiers tours des championnats d’Irlande, à chaque fois par Cork. Shanahan obtient cependant une deuxième sélection en All-Star en 2006.
La saison 2007 commence bien pour Shanahan. Il gagne pour la première fois le titre en Ligue nationale de hurling après une victoire de prestige contre Kilkenny GAA alors triple tenant du titre. C’est le premier titre national de Waterford depuis 44 ans. Waterford bat ensuite Cork GAA lors d’une demi-finale de championnat du Munster particulièrement disputée. Le club de Shanahan affronte ensuite Limerick GAA en finale du Munster. Lors de la finale, Shanahan marque un total de 12 points (3-3) . Il marque ses trois buts lors de la deuxième mi-temps sur le terrain détrempé de Semple Stadium. Ses points prennent donc une importance considérable dans la victoire de son équipe. Shanahan est élu « homme du match ». Dans la foulée, Waterford affronte et bat Cork en quart de finale du championnat d’Irlande et se qualifie pour les demi-finales où il doit affronter de nouveau Limerick. Tout le monde donne Waterford favori de ce match, mais Limerick a su tirer les enseignements de sa finale du Munster perdue contre Shanahan et ses équipiers. Un schéma tactique est mis en place pour empêcher Shanahan de marquer et dans le même temps les attaquants de Limerick marquent à cinq reprises. Pour la cinquième fois en presque 10 ans, Waterford échoue aux portes de la finale du championnat d’Irlande. Néanmoins cette saison est celle de la consécration pour Dan Shanahan : il est nommé dans l’équipe All-Star pour la troisième fois de sa carrière, mais surtout il remporte les trois trophées de meilleur joueur du championnat, celui attribué par l’Association des joueurs de sports gaéliques et ceux décernés par les sponsors Vodaphone et Texaco.
En 2010 après une nouvelle défaite en demi-finale du championnat d’Irlande cette fois contre Tipperary GAA, Dan Shanahan annonce son retrait de l’équipe de Waterford GAA.

## Avec Munster GAA
Dan Shanahan a été plusieurs fois sélectionné dans l’équipe du Munster GAA pour participer à la compétition inter-provinces, la Railway Cup. Il dispute sous le maillot bleu son premier match en 1998, mais doit attendre 2007 pour remporter son premier titre de champion après une victoire en finale contre Connacht GAA.

## Statistiques
Voici la liste des matchs de Dan Shanahan sous le maillot de Waterford GAA en championnat du Munster et championnat d’Irlande.
| #  | Date            | Lieu                      | Opposition | Score | Résultat    | Compétition                             | Rapport           |
| -- | --------------- | ------------------------- | ---------- | ----- | ----------- | --------------------------------------- | ----------------- |
| 1  | 24 mai 1998     | Austin Stack Park, Tralee | Kerry      | 0-6   | 0-20 : 1-09 | Championnat du Munster, Quart de finale | Irish Independent |
| 2  | 7 juin 1998     | Páirc Uí Chaoimh, Cork    | Tipperary  | 0-2   | 0-21 : 2-12 | Munster Demi-finale                     | Irish Independent |
| 3  | 12 juillet 1998 | Semple Stadium, Thurles   | Clare      | 0-3   | 3-10 : 1-16 | Munster Finale                          | Irish Independent |
| 4  | 19 juillet 1998 | Semple Stadium, Thurles   | Clare      | 0-0   | 0-10 : 2-16 | Munster Finale (match rejoué)           | Irish Independent |
| 5  | 26 Jul 1998     | Croke Park, Dublin        | Galway     | 0-1   | 1-20 : 1-10 | All-Ireland Quart de finale             | Irish Independent |
| 6  | 16 août 1998    | Croke Park, Dublin        | Kilkenny   | 0-2   | 1-10 : 1-11 | All-Ireland Demi-finale                 | Irish Independent |
| 7  | 30 mai 1999     | Semple Stadium, Thurles   | Limerick   | 0-1   | 1-16 : 1-15 | Munster Quart de finale                 | Irish Examiner    |
| 8  | 14 juin 1999    | Semple Stadium, Thurles   | Cork       | 0-3   | 1-15 : 0-24 | Munster Demi-finale                     | Irish Examiner    |
| 9  | 28 mai 2000     | Páirc Uí Chaoimh, Cork    | Tipperary  | 0-1   | 0-14 : 0-17 | Munster Quart de finale                 | Irish Independent |
| 10 | 10 juin 2001    | Páirc Uí Chaoimh, Cork    | Limerick   | 0-1   | 2-14 : 4-11 | Munster Demi-finale                     | Irish Independent |
| 11 | 26 mai 2002     | Semple Stadium, Thurles   | Cork       | 0-0   | 1-16 : 1-15 | Munster Demi-finale                     | Irish Independent |
| 12 | 30 juin 2002    | Páirc Uí Chaoimh, Thurles | Tipperary  | 0-0   | 2-23 : 3-12 | Munster finale                          | Irish Examiner    |
| 13 | 11 août 2002    | Croke Park, Dublin        | Clare      | 0-0   | 1-13 : 1-16 | All-Ireland Demi-finale                 | Irish Independent |
| 14 | 11 mai 2003     | Walsh Park, Waterford     | Kerry      | 0-1   | 2-26 : 1-12 | Munster Quart de finale                 |                   |
| 15 | 1er juin 2003   | Semple Stadium, Thurles   | Limerick   | 0-0   | 4-13 : 4-13 | Munster Demi-finale                     | Irish Examiner    |
| 16 | 8 juin 2003     | Semple Stadium, Thurles   | Limerick   | 0-1   | 1-12 : 0-13 | Munster Demi-finale (match à rejouer)   | Irish Examiner    |
| 17 | 20 juillet 2003 | Nowlan Park, Kilkenny     | Wexford    | 0-1   | 0-18 : 1-20 | troisième tour de qualification         | Irish Independent |
| 18 | 16 mai 2004     | Semple Stadium, Thurles   | Clare      | 3-1   | 3-21 : 1-8  | Munster Quart de finale                 | Irish Examiner    |
| 19 | 6 juin 2004     | Páirc Uí Chaoimh, Cork    | Tipperary  | 2-0   | 4-10 : 3-12 | Munster Demi-finale                     | Irish Examiner    |
| 20 | 27 juin 2004    | Semple Stadium, Thurles   | Cork       | 1-3   | 3-16 : 1-21 | Munster Finale                          | Irish Examiner    |
| 21 | 8 août 2004     | Croke Park, Dublin        | Kilkenny   | 0-0   | 3-12 : 0-18 | All-Ireland Demi-finale                 | Irish Independent |
| 22 | 22 mai 2005     | Semple Stadium, Thurles   | Cork       | 1-0   | 2-15 : 2-17 | Munster Demi-finale                     | Irish Examiner    |
| 23 | 18 juin 2005    | Dr. Cullen Park, Carlow   | Offaly     | 0-0   | 1-26 : 1-15 | Qualifications                          | Irish Independent |
| 24 | 2 juillet 2005  | Walsh Park, Waterford     | Dublin     | 0-0   | 4-17 : 1-3  | Qualifications                          | Irish Independent |
| 25 | 9 juillet 2005  | Cusack Park, Ennis        | Clare      | 0-3   | 0-21 : 4-14 | Qualifications                          | Irish Independent |
| 26 | 24 juillet 2005 | Croke Park, Dublin        | Cork       | 1-0   | 1-13 : 1-18 | All-Ireland Quart de finale             | Irish Examiner    |
| 27 | 4 juin 2006     | Páirc Uí Chaoimh, Cork    | Tipperary  | 1-0   | 1-12 : 3-14 | Munster Demi-finale                     | RTE Sport         |
| 28 | 18 Jun 2006     | Cusack Park, Mullingar    | Westmeath  | 1-2   | 3-22 : 1-14 | All-Ireland Qualifications              | Irish Independent |